# Perișoru
Perișoru è un comune della Romania di 5 380 abitanti, ubicato del distretto di Călărași, nella regione storica della Muntenia.
Il comune è formato dall'unione di 3 villaggi: Mărculești-Gară, Perișoru, Tudor Vladimirescu.